# Антас-де-Улья
А́нтас-де-У́лья (ісп. Antas de Ulla, МФА: [ˈãn̪.tas̬ ðe ˈu.ʝa]) — муніципалітет і містечко в Іспанії, в автономній спільноті Галісія, провінція Луго, комарка Ульйоа. Розташоване у північно-західній частині країни. Входить до складу Лугоської діоцезії Католицької церкви. Площа муніципалітету — 103,66 км², населення муніципалітету — 2407 ос. (2009); густота населення — 
. Висота над рівнем моря — 600 м. Поштовий індекс — 27570.

## Назва
- А́нтас-де-У́лья (ісп. Antas de Ulla, МФА: [ˈãn̪.tas̬ ðe ˈu.ʝa]) — сучасна іспанська назва.
- Антаз-де-Уля (гал. Antas de Ulla, МФА: [ˈantaz ðe ˈuʎa]) — сучасна галісійська назва.

## Географія
Муніципалітет розташований на відстані близько 440 км на північний захід від Мадрида, 37 км на південний захід від Луго.

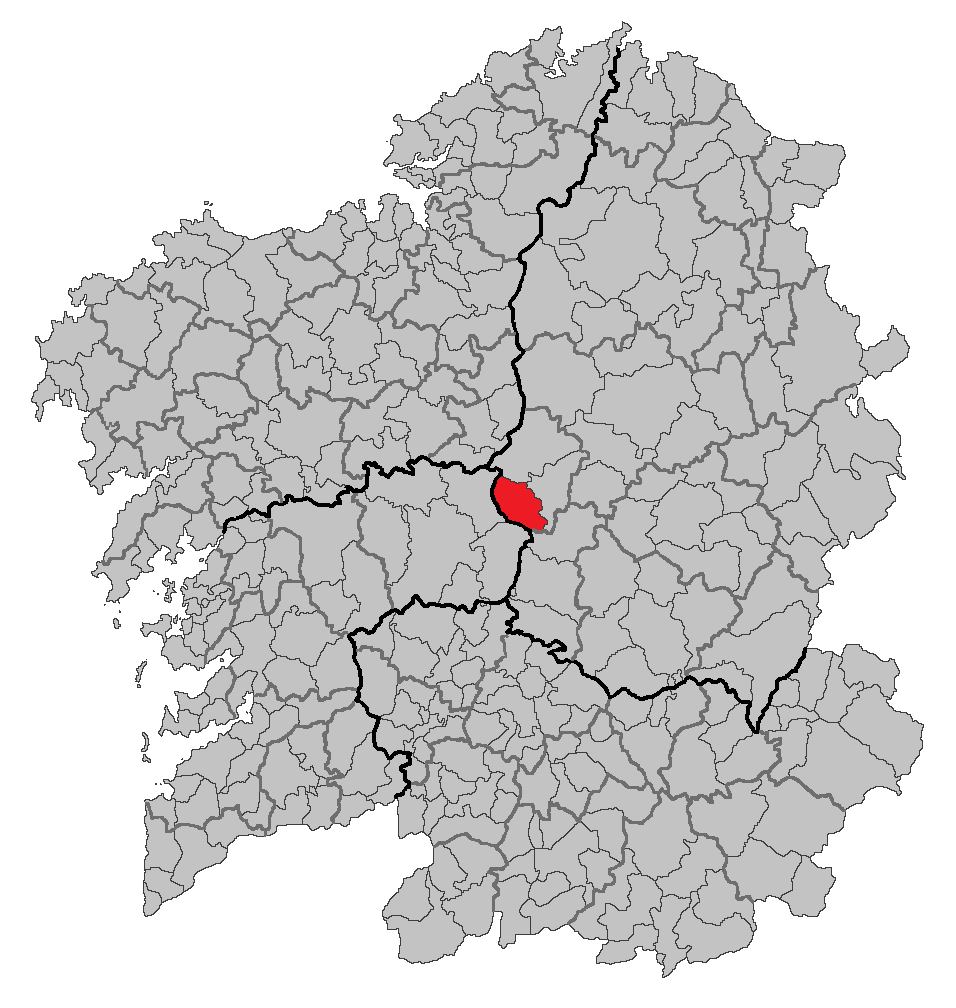
Муніципалітет в Галісії
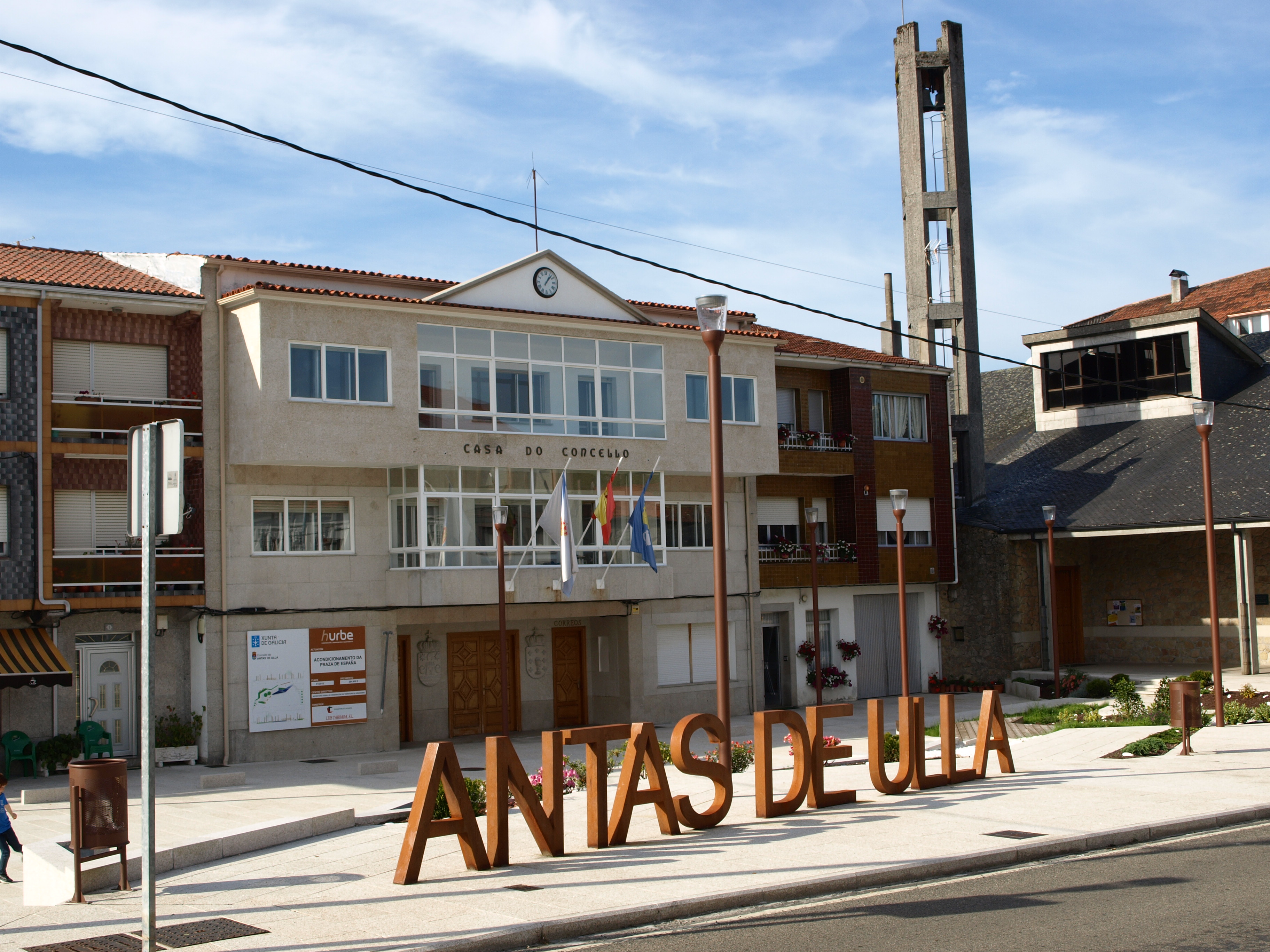
Ратуша
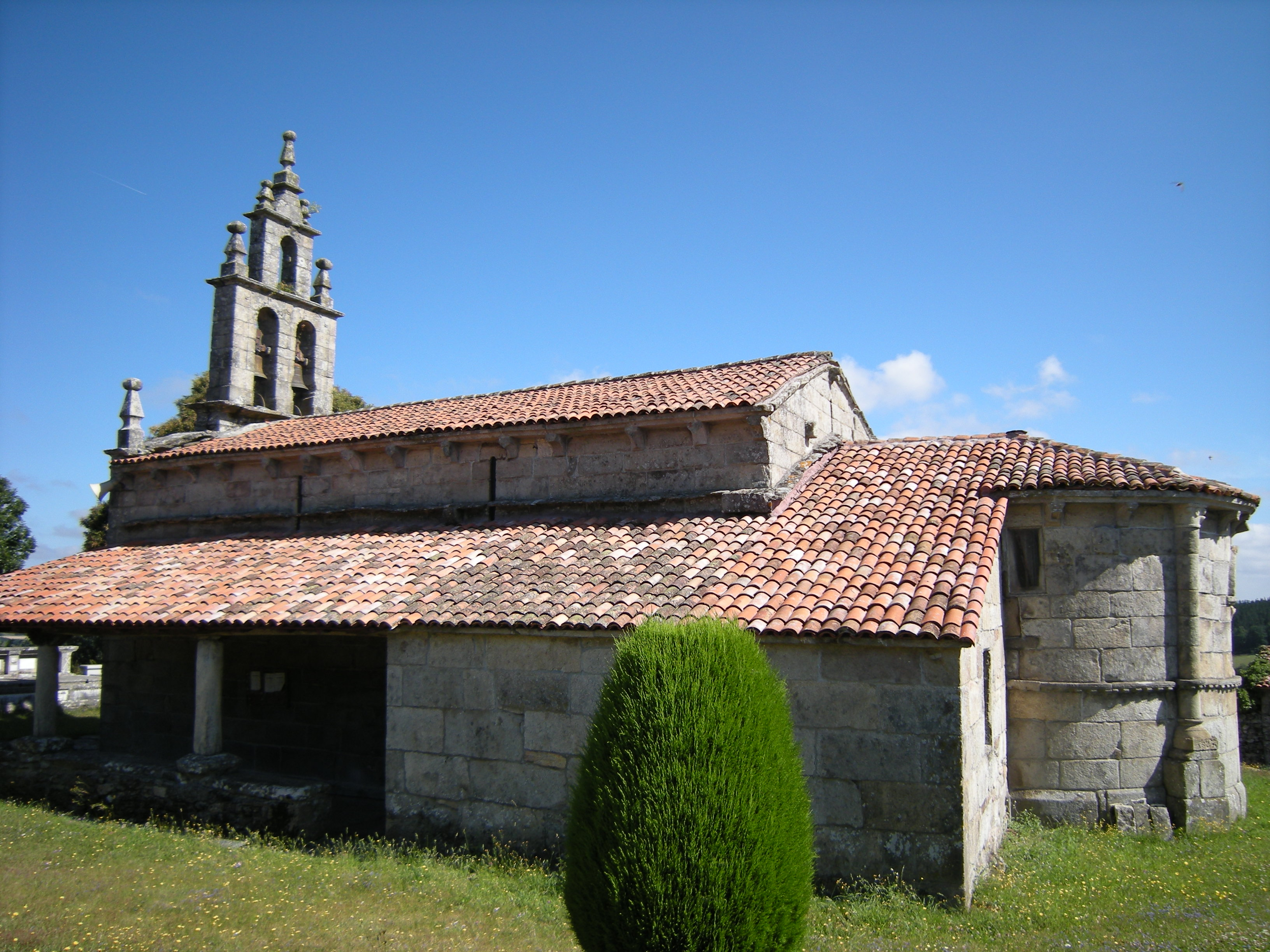
Церква св. Якова
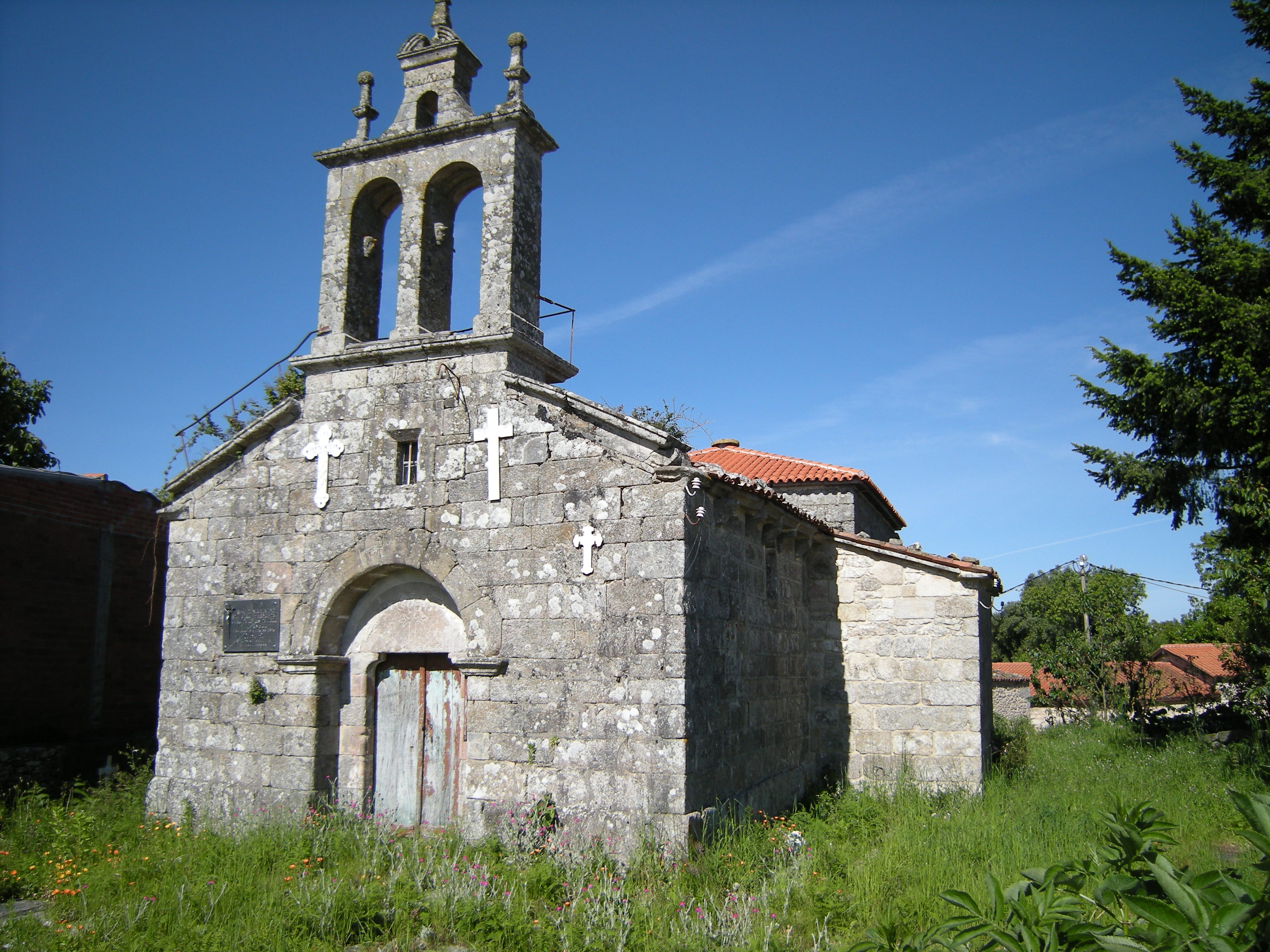
Церква св. Івана
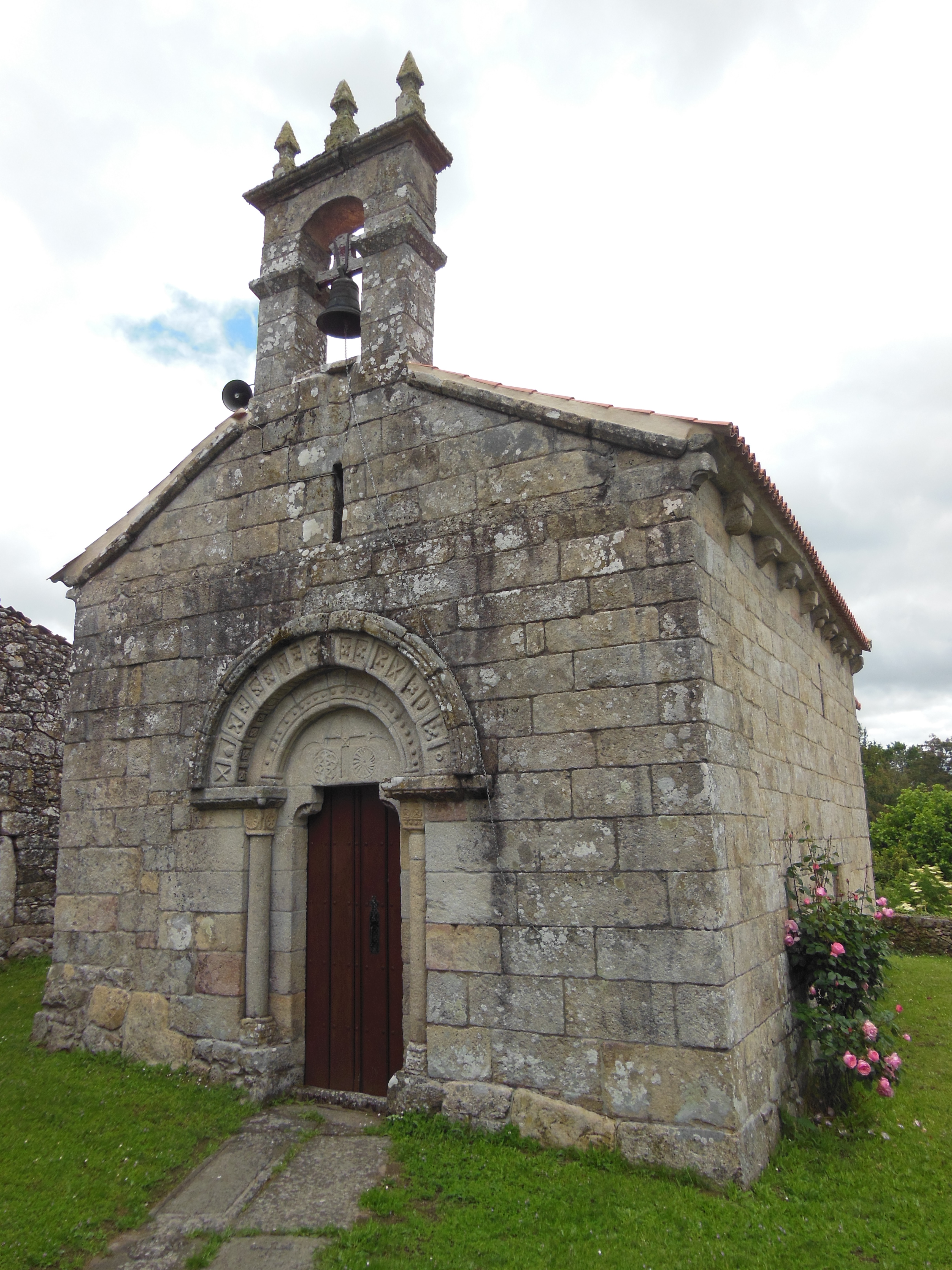
Спаська церква

## Демографія
Динаміка населення (INE ):

## Парафії
Муніципалітет складається з таких парафій:
1. Агуела
2. Альвідрон
3. Амоеша
4. Антас-де-Улья
5. Арболь
6. Аркос
7. Ареас
8. А-Сервела
9. Баррейро
10. Вілануньє
11. Вілапоупре
12. Дорра
13. Каса-де-Найя
14. Кутіан
15. Кейшейро
16. Ольведа
17. О-Ріаль
18. Пейбас
19. Реборедо
20. Сан-Фіс-де-Амаранте
21. Сан-Мартіньйо-де-Амаранте
22. Санта-Марінья-до-Кастро-де-Амаранте
23. Сантісо
24. Санто-Естево-до-Кастро-де-Амаранте
25. Сенанде
26. Сібрейро
27. Терра-Ча
28. Фача

## Релігія
Антас-де-Улья входить до складу Лугоської діоцезії Католицької церкви.